# Jalon Walker
Jalon Nicholas Walker (Conway, 24 febbraio 2004) è un giocatore di football americano statunitense che milita nel ruolo di linebacker per gli Atlanta Falcons della National Football League (NFL).

## Carriera universitaria
Walker disputò tutte le 15 partite nella sua prima stagione a Georgia nel 2022, mettendo a segno 9 tackle e un sack. A fine anno vinse il titolo nazionale battendo in finale TCU. Nel 2023 disputò tutte le 14 partite, facendo registrare 20 placcaggi e 5 sack. Nel 2024 fu premiato come All-American e vinse il Butkus Award come miglior linebacker nel college football.

## Carriera professionistica

### Atlanta Falcons
Walker era considerato uno dei migliori difensori selezionabili nel Draft NFL 2025. il 25 aprile fu chiamato come 15º assoluto dagli Atlanta Falcons.